# Папай (река)
Папай — река на юго-западе Краснодарского края, левый приток реки Пшада. Длина реки от истока до впадения в реку Пшада составляет 15 км. Площадь водосборного бассейна составляет — 61,3 км².

## География
Исток расположен на южном склоне перевала Папайский. Высота истока — 386 м над уровнем моря. В урочище Чёрный Аул принимает в себя реку Чёрная, крупный левый приток. Крупными правыми притоками являются щель Яблоновая и ручей Мельничный.
В среднем течении ручья Мельничный расположены скалы Монастыри и живописный Мельничный водопад. В верховьях реки Чёрная расположены живописные Папайские водопады.
В среднем течении расположен посёлок Новосадовый Абинского района Краснодарского края.